# Фіброміалгія
Фіброміалгія — хвороба, яка характеризується хронічним поширеним болем і підвищеною болісною чутливістю до натискання. Крім болю можуть зустрічатися інші симптоми, тому використовується термін фіброміалгічного синдрому (ФМС). До інших проявів належать:
- відчуття втоми, яке призводить до порушення життєдіяльності;
- розлади сну;
- функціональне зменшення рухомості у суглобах.

Деякі хворі скаржаться на проблеми з ковтанням (дисфагія), розлади роботи кишки і сечового міхура, оніміння і поколювання, когнітивну дисфункцію.
Характерна наявність на тілі так званих больових точок.
Фіброміалгія часто поєднується з такими психічними розладами як депресія, тривога, стресасоційованими розладами, а саме — посттравматичним стресовим розладом (ПТСР). Не всі люди з фіброміалгією мають усі зазначені прояви.

## Історичні відомості
Хронічний поширений біль був уже описаний у літературі XIX століття, але термін фіброміалгії не використовувався до 1976 року. Вперше термін застосував Генч. Багато термінів, включаючи «ревматизм м'язів», «неврастенія» використовувалися для опису симптоматики фіброміалгії. Термін фіброміалгії був використаний дослідником Мухаммедом Юнусом як синонім до фіброзиту і вперше опублікувався у 1981 році.
Історичні аспекти свідчать, що розвиток концепції фіброміалгії вказував на основну важливість фіброзиту у цьому синдромі, як опублікували Сміте i Молодфські у 1977 році. Перше клінічне контрольоване дослідження характеристик фіброміалгічного синдрому було опубліковане у 1981 році, яке підтвердило зв'язок між симптомами і об'єднало їх у синдром. У 1984 році був знайдений зв'язок між фіброміалгічним синдромом і іншими схожими станами й у 1986 році дослідження щодо перших запропонованих препаратів для лікування було проведено та опубліковано. У 1987 році стаття журналу Американської медичної асоціації використала термін «фіброміалгічний синдром», у той час, коли цей стан вважався ще спірним і недослідженим достатньою мірою. Американська колегія ревматологів (ACR) опублікувала перші критерії класифікації фіброміалгії у 1990 році, хоча вони не є строго діагностичними.

## Етимологія
Термін «фіброміалгія» походить від лат. fibro-, що означає фіброзна (сполучна) тканина, дав.-гр. myo-, яке означає «м'яз», і грецького algos — біль. Таким чином, термін буквально має на увазі «біль м'язів і/або сполучної тканини».

## Епідеміологічні особливості
За оцінками, фіброміалгія уражає 2-8 % популяції, із співвідношенням жінок до чоловіків між 7:1 і 9:1. У більшості випадків вона діагностується у віці між 20 і 50 років, хоча хвороба може розвинутися і у дитинстві. Фіброміалгія може бути не діагностована у 75 % хворих на цей розлад людей.[джерело?]

## Етіологія
Точна причина фіброміалгії невідома, але вважають, що мають вплив психологічні, генетичні, нейробіологічні фактори, а також умови довкілля. Наявні докази того, що фактори довкілля і деякі гени збільшують ризик розвитку фіброміалгії. Такі ж гени також асоційовані з іншими функціональними соматичними синдромами, як великий депресивний розлад. Основний симптом фіброміалгії, поширений біль, є результатом порушення нейрохімічного балансу і включає в себе активацію запальних механізмів у мозку, що є причиною порушень у обробці болю. Мозок людини, хворої на фіброміалгію, відображає функціональні та структурні відмінності від мозку здорових людей. Деякі дослідники підозрюють, що ці аномалії мозку можуть бути наслідком стресу у дитинстві або тривалого стресу. Фіброміалгія визнається Національним інститутом охорони здоров'я США (NIH) і Американською колегією ревматологів. Фіброміалгія описується як «синдром центральної сенситизації», що спричинюється біологічними аномаліями у нервовій системі і призводить до виникнення болю, когнітивних порушень і психологічних проблем. Незважаючи на це, існує суперечка стосовно причини і природи фіброміалгії, так само щодо того, як хворі фіброміалгією люди описуються у медичному товаристві. Доктор Фредерік Вольф, провідний автор публікації 1990 року, яка вперше визначила діагностичні директиви для фіброміалгії, заявляє, що він вірить у те, що причини фіброміалгії є «спірними» і «існує багато факторів, які спричинюють ці симптоми — деякі з них психологічні, а деякі є фізичними, і вони не співіснують в континуумі».
Були виказані кілька гіпотез, включаючи «центральну сенситизацію». Ця теорія говорить, що люди з фіброміалгією мають низький поріг чутливості до болю у клітинах спинного чи головного мозку. Нейропатичний біль і великий депресивний розлад часто співіснують із фіброміалгією, що є основною причиною частої зустрічності з фіброміалгією через спільні генетичні порушення, які ведуть до порушень в моноамінергічній, глутаматергічній, нейротрофічній, опіоїдній системі передачі сигналів, а також у системі передачі за допомогою прозапальних цитокінів. У цих осіб психологічний стрес і хворобливість можуть спричинювати аномалії в механізмах стресу і запалення, які в свою чергу регулюють настрій і біль. Нарешті, сенситизація і ефект «розпалювання» відбувається в певних нейронах, що веде до розвитку фіброміалгії, і в деяких випадках розладів настрою. Є докази, які припускають що біль при фіброміалгії є результатом порушень шляхів процесингу болю. Тобто, кількість нейронів, поріг чутливості яких встановлений зависоко і гіперзбудливість шляхів передачі і обробки болю і зменшена активність сигналів, які пригнічують біль у мозку є результатом симптоматики у людини з фіброміалгією. Деякі нейрохімічні аномалії, що зустрічаються при фіброміалгії також беруть участь у змінах настрою, сну. Таким чином, це пояснює чому настрій, сон і симптоми виснаження у більшості випадків є коморбідними з фіброміалгією.
- Генетика

Є докази, які свідчать, що генетичні фактори можуть грати роль у розвитку фіброміалгії. Для прикладу, зустрічаються випадки фіброміалгії у сім'ях. Використовуючи повідомлення самих хворих про хронічний поширений біль (ХПБ) як сурогатний маркер для фіброміалгії. Шведський реєстр близнюків повідомляє:
- Монозиготні близнюки з ХПБ мають 15 % шанс, що їхній інший близнюк має ХПБ.
- Дизиготні близнюки з ХПБ мають 7 % шанс, що інший близнюк має ХПБ.

Механізм успадкування не даний момент невідомий, але найбільш імовірно має полігенний характер. Дослідники також продемонстрували, що фіброміалгія потенційно має зв'язок з поліморфізмами в генах, які кодують серотонінергічні, дофамінергічні та катехоламінергічні системи. Хоча ці поліморфізми не є специфічними для фіброміалгії і мають зв'язок з багатьма спорідненими розладами (синдром хронічного виснаження, синдром подразненого кишечника) і з депресією. Особи з поліморфізмом 102T/C рецептора 5-HT2A мають підвищений ризик захворіти фіброміалгією.
- Стиль життя

Стрес може бути важливим фактором у розвитку фіброміалгії. Фіброміалгія часто є коморбідною з такими стрес-асоційованими розладами як синдромом хронічного виснаження, ПТСР, синдромом подразненого кишечника і депресією. Системний перегляд виявив значну асоціацію між фіброміалгією і випадками фізичного та сексуального насилля у дитинстві, а також у дорослих людей, хоча якість дослідження була невисокою. Шкідливий спосіб життя, включаючи куріння, ожиріння, гіподинамію може збільшувати ризик особи захворіти на фіброміалгію.
Два дослідження з застосуванням 1H-MRS (магнітно-резонансна спектроскопія) виявили метаболічні порушення в гіпокампальному комплексі у людей з фіброміалгією. Оскільки гіпокамп відіграє важливу роль у підтримці когнітивних функцій, регуляції сну і сприйнятті болю, було припущено, що метаболічна дисфункція гіпокампа може бути причиною цих симптомів.
Деякі автори підозрюють, що вплив стресових умов може змінювати функцію гіпокампально-гіпофізарно-надниркової осі, тобто розвиток фіброміалгії може бути пов'язаним із виникненням порушень у цій системі.
- Порушення сну

У 1975 році Молдофські та його колеги доповіли про наявність аномальної альфа активності (в нормі асоціюється зі станом пробудження), яка була виявлена за допомогою ЕЕГ під час NREM (фаза повільного сну) у хворих із «синдромом фіброзиту». За допомогою штучного порушення IV фазу сну на постійній основі у молодих здорових людей дослідники відтворили значне збільшення м'язової чутливості, такої ж як у людей із синдромом «неврастенічного м'язово-скелетного болю». Дана симптоматика регресувала після того, як суб'єкти знову відновлювали нормальну послідовність і співвідношення фаз сну.
- Психологічні фактори

Наявні вагомі докази того, що великий депресивний розлад пов'язаний з фіброміалгією (1999), хоча природа даного поєднання під питанням. Дослідження зв'язку між фіброміалгією і великим депресивним розладом виявило значну схожість у нейроендокринних порушеннях, психологічних особливостях, симптомах і лікуванні фіброміалгії і великого депресивного розладу, хоча останні дані не підтримують ідею того, що великий депресивний розлад і фіброміалгія мають спільне походження чи можуть бути віднесені до одної концепції розвитку синдрому. Насправді відчуття болю має якнайменше 2 компоненти, сенсорний компонент, який відповідає за амплітуду і локалізацію болю, і мотиваційно-афективний компонент, який відповідає за дискомфорт і невдоволення. На основі даних дослідження з використання фМРТ (функціональної магнітно-резонансної томографії), яке мало на меті оцінити відповідь мозку на експериментально змодульований біль у людей з фіброміалгією, було зроблено висновок, що депресивні симптоми були асоційовані з відповіддю мозку на індукований біль специфічно у зонах мозку, що беруть участь в афективному сприйнятті болю, але не були асоційовані з зонами сенсорної обробки, що в свою чергу вказує на підсилення сенсорного виміру болю при фіброміалгії стається незалежно від настрою чи емоційних процесів. Фіброміалгія також пов'язана з біполярним афективним розладом, особливо з компонентом гіпоманії.
- Дофамінова дисфункція

Дофамінова гіпотеза фіброміалгії заявляє, що основною проблемою, яка спричинює симптоми фіброміалгії є поломка нормальної дофамін пов'язаної нейральної передачі. Недостатність дофаміну у певних частинах тіла називається гіподофамінергією. Нейротрансмітер дофамін є катехоламіном, який відіграє роль у сприйнятті болю і натуральної анальгезії. Також існують вагомі докази стосовно ролі дофаміну у синдромі неспокійних ніг, який в свою чергу часто зустрічається у хворих фіброміалгією. Деякі люди з фіброміалгією дають позитивну відповідь на лікування праміпексолом, дофамінергічним агоністом, який вибірково стимулює D2/D3 субтипи рецепторів і часто використовується у лікуванні хвороби Паркінсона і синдрому неспокійних ніг.
- Метаболізм серотоніну

У 1975 р. дослідники сформулювали гіпотезу, що серотонін, нейромедіатор, який регулює послідовність фаз сну, настрій, концентрацію і біль, може грати роль у виникненні симптомів, які зустрічаються при фіброміалгії. У 1992 р., було виявлено зменшення метаболітів серотоніну у крові та лікворі хворих. Селективні інгібітори зворотного захоплення серотоніну (SSRI) мали досить обмежений успіх в полегшенні симптомів даного розладу, тоді коли інгібітори зворотного захоплення серотоніну-норадреналіну (SNRI) показали кращі результати. Незважаючи на ці дані, актуальність порушення метаболізму серотоніну при фіброміалгії досі залишається темою для дебатів. Всупереч сказаному вище, препарати що блокують деякі ефекти серотоніну (блокада 5-HT3 субтипу рецептора) виявляються більш ефективними.
- Полімодальна чутливість

Результати досліджень, які оцінювали відповідь до експериментальної стимуляції говорять, що люди з фіброміалгією можуть мати підвищену чутливість ноцицептивної системи, яка в першу чергу сприймає біль, а також тиск, високу і низьку температуру, електричну і хімічну стимуляцію. Експерименти на механізмах регуляції болю показали, що люди з фіброміалгією мають підвищений феномен «роздування» (wind-up) у відповідь на стимуляцію, яка повторюється, і відсутність анальгезуючого ефекту від фізичних вправ.
- Нейроендокринна поламка

Рівні гормонів, які опосередковано регулюються гормоном росту (СТГ), включаючи інсуліноподібний фактор росту 1 (IGF-1), кортизол, лептин і нейропептид Y можуть бути зміненими у людей з фіброміалгією. Деякі автори продемонстрували низькі рівні СТГ, а також IGF-1 у пацієнтів з фіброміалгією у порівнянні з контролюючою групою. Тим більше, люди з фіброміалгією мають порушення послідовності фаз сну, включаючи 3 і 4 стадії фази повільного сну (non-REM), під час яких значна кількість СТГ виділяється. Дані, які підтверджують роль дефіциту СТГ при фіброміалгії підтримуються фактом, що люди з деякими симптомами фіброміалгії насправді мають цей дефіцит. СТГ грає важливу роль у підтримці гомеостазу у м'язах. Були запропоновані ідеї того, що дефіцит СТГ може бути причиною затримки відновлення мікротравм м'язової тканини у хворих фіброміалгією. Низький рівень IGF-1 у деяких людей хворих фіброміалгією призвів до розвитку теорії, що ці люди насправді можуть мати інший синдром, який лікується, а саме дефіцит СТГ. Незважаючи на це, суперечки щодо ролі СТГ у розвитку фіброміалгії досі залишаються нерозв'язаними.
Люди з фіброміалгією можуть мати альтерації у нормальних нейроендокринних функціях, наприклад, помірна гіперкортизолемія, гіперреактивність гіпофіза при виділенні адренокортикотропного гормону (АКТГ), як відповідь на порушення механізму зворотного негативного зв'язку.
Інші порушення включають зменшення чутливості до тиреотропного гормону (ТТГ), що в свою чергу веде до зменшення виділення гормонів щитоподібної залози (Т3, Т4), а також розгальмовування виділення пролактину, у відповідь на гіпосекрецію андрогенів наднирниками. Ці зміни можуть бути результатом хронічного стресу, який веде до активації гіпоталамічних нейронів, які відповідають за виділення кортикотропін-релізинг факторів. Хронічне підвищення активності цих нейронів може сприяти порушенню функціонування гіпофізарно-наднирникової осі й спричинити збільшення стимуляції для виділення соматостатину, яке в свою чергу може пригнітити виділення інших гормонів.
- Симпатична гіперактивність

Функціональне обстеження автономної нервової системи у людей, хворих на фіброміалгію, продемонструвало гіперактивність симпатичної нервової системи у спокої зі зменшенням сипатоадреналової відповіді на різні фактори стресу, включаючи фізичне навантаження і психологічний стрес. Люди з фіброміалгією демонструють нижчу варіабельність частоти серцевих скорочень, яка є індексом симпатично-парасимпатичного балансу, що в свою чергу вказує на подовжену симпатичну гіперактивність, особливо вночі. На додаток до цього, рівень нейропептиду Y у плазмі є нижчим у людей з фіброміалгією, тоді коли рівні адреналіну і норадреналіну мали певну варіабельність, тобто, вони могли бути нормальними, низькими, високими. Введення інтерлейкіну-6 (IL-6), цитокіну, що стимулює виділення кортикотропін-релізинг фактору, який в свою чергу стимулює активність у симпатичній нервовій системі, веде до значного збільшення рівня циркулюючого норадреналіну і суттєвого підвищення частоти серцевих скорочень у порівнянні з спокоєм у людей з фіброміалгією, що не спостерігається у здорових суб'єктів.
- Зміни у лікворі

Одною з найбільш яскравих лабораторних знахідок у людей, хворих на фіброміалгію, є підвищення рівня субстанції P у лікворі, яка є ноцицептивним нейромедіатором. Метаболіти моноамінних нейромедіаторів, такі як серотонін, норадреналін, дофамін — всі відіграють роль у процесах природної анальгезії. І рівень кожного з них має знижені показники у цих хворих, коли концентрації ендогенних опіоїдів (ендорфіни, енкефаліни) є підвищеними. Середня концентрація фактору росту нервів (NGF), субстанції, яка сприяє структурній і функціональній пластичності ноцицептивних шляхів в гангліях задніх корінців і в спинному мозку, є підвищеною. Також є дані про збільшення рівнів збуджуючих амінокислот у лікворі.
- Візуалізаційне дослідження мозку

Дані про участь порушень мозку у розвитку фіброміалгії були отримані за допомогою функціональної нейровізуалізації. Першою знахідкою було виявлення зниження току крові в таламусі і базальних гангліях, а також у ядрах моста. Різноманітності в активації у відповідь на больові стимули також була продемонстрована. Центрами які показують активацію у відповідь на больові стимули є: первинна і вторинна соматосенсорна кора, передня поясна кора, і кора острівця. Також демонструється активація у аспекті сприйняття болю на небольові стимули у таких зонах: префронтальна, острівцева, поясна кора.
Докази гіпокампальних порушень, а саме зміни співвідношень метаболітів були продемонстровані за допомогою магнітно-резонансної спектроскопії (1H-MRS). Значне співвідношення було продемонстровано між порушеннями рівнів метаболітів індексом клінічної важкості захворювання (Fibromyalgia Impact Questionnaire).
Зв'язок між силою болю і концентрацією збуджуючих нейромедіаторів, таких як глутамат в острівцевій корі також були продемонстровані з використанням магнітно-резонансної спектроскопії.
Підвищення швидкості нормальної атрофії мозку, пов'язаної з віком було продемонстровано за допомогою VBM. Зонами із зменшенням сірої речовини були: поясна кора, острівець і парагіпокампальна звивина. Втрата сірої речовини була збільшена в 9,5 разів у порівнянні з нормальними показниками за рік. Досліди з використанням позитронно-емісійної томографії показали зменшення синтезу дофаміну у стовбурі мозку і елементах лімбічної кори.
Значний зв'язок між інтенсивністю болю і синтезом дофаміну був виявлений в острівцевій корі. Наступне за цим дослідження показало порушення дофамінергічної реактивності у відповідь на тонічний больовий стимул у базальних гангліях з значним зв'язком між визначною характеристикою хвороби (індекс точки чутливості) і потенціалом зв'язування субтипу D2 рецепторів, а саме у лушпині.
Нарешті, зменшена доступність мю-опіоїдних рецепторів у вентральному стріатумі і прилеглому ядрі була продемонстрована з значним негативним співвідношенням між афективним рівнем болю і доступністю рецепторів в прилеглому ядрі.

## Класифікація
Фіброміалгія класифікується як розлад болю, який спричинюється порушеннями того, як больові сигнали обробляються в ЦНС. Американська колегія ревматологів визначає фіброміалгію як функціональний соматичний синдром. Експертна комісія Європейської ліги по боротьбі з ревматизмом визначає фіброміалгію як нейробіологічний розлад, і внаслідок цього надає фармакотерапії найбільший рівень наукової підтримки.
Міжнародна класифікація хвороб (МКБ-11) включає фіброміалгію в категорію «Хронічний поширений біль», код MG30.01
У МКХ-10 фіброміалгія віднесена до хвороб, які діагностуються, під графою «Хвороби скелетно-м'язової системи і сполучної тканини», і заявляє, що фіброміалгічний синдром повинен бути більше віднесений до функціонального соматичного синдрому, ніж до психічного розладу. Хоч психічні розлади і деякі фізичні розлади в більшості випадків є коморбідними з фіброміалгією — особливо тривога, депресія, синдром подразненого кишечника і синдром хронічного виснаження (у МКХ-10 ці стани діагностовано окремо).
Відмінності у психологічних особливостях і вегетативній нервовій системі між враженими особами можуть вказувати на наявність підвидів фіброміалгії. Перегляд 2007 року ділить осіб з фіброміалгією на 4 групи, і також на змішану групу.
1. Сильна чутливість до болю без супутніх психіатричних станів. (може відповідати на препарати, що є блокаторами 5-HT3 рецепторів)
2. «фіброміалгія і супутній біль, які пов'язані з депресією» (може давати відповідь на антидепресанти)
3. «депресія із супровідним фіброміалгічним синдромом» (може відповідати на антидепресанти)
4. «фіброміалгія, яка є причиною соматизації» (може відповідати на психотерапію)

## Клінічні прояви
Визначальним симптомом фіброміалгії є хронічний поширений біль, виснаження, порушення сну і підвищена болючість на відповідь до тактильних стимулів (аллодинія). Інші симптоми можуть включати парестезію шкіри, тривалі м'язові спазми, слабкість у кінцівках, біль нервових стовбурів, посмикування м'язів, пальпітацію і функціональні розлади кишки. Велика кількість хворих потерпає через когнітивну дисфункцію, яка характеризується порушенням концентрації, проблемами з тимчасовою і тривалою пам'яттю, консолідацією тимчасової пам'яті, зменшенням продуктивності, неможливістю одночасного виконання кількох завдань, когнітивним перевантаженням і зменшенням обсягу уваги. Фіброміалгія часто поєднується з тривогою і депресивними симптомами.
Інші симптоми часто доповнюють фіброміалгію, що може бути пов'язано з коморбідністю цих станів. Такими симптомами є міофасціальний больовий синдром, дифузні недерматомні парестезії, функціональні розлади кишки, розлади сечостатевої системи і інтерстиційний цистит, дерматологічні розлади, головні болі, міоклонічні посмикування і симптоматична гіпоглікемія. Хоча фіброміалгія класифікована на основі наявності хронічного поширеного болю, біль може бути також локалізований в зонах плечей, шиї, спини, стегон і інших зонах. Багато хворих також скаржаться на міофасціальний біль різної інтенсивності і супутню дисфункцію скронево-нижньощелепного суглобу. У 20-30 % випадків люди з ревматоїдним артритом і системним червоним вівчаком (СЧВ) мають коморбідну фіброміалгію.

## Діагностика
Немає одного тесту, який б повністю діагностував фіброміалгію. Існують суперечки щодо того, які діагностичні критерії повинні вважатися основними і чи можливе виставлення об'єктивного діагнозу. У більшості випадків, люди із симптомами фіброміалгії можуть мати нормальні лабораторні показники і багато інших симптомів які, вказують на ревматологічну патологію, наприклад, артрит, остеопороз. Найкраще сприйняті критерії класифікації, які застосовуються з метою досліджень, були розроблені у 1990 році Американською колегією ревматологів. Ці критерії, які відомі як ACR 1990, визначають фіброміалгію відповідно до наявності наступних явищ:
- Наявність поширеного болю, який триває більше ніж 3 місяці і вражає чотири квадранти тіла, тобто, обидві сторони і в ділянках вище і нижче тулуба.
- Чутливі ділянки. Є 18 чітко визначених можливих чутливих ділянок (хоча хворі можуть відчувати біль у інших ділянках також).

Діагноз більше не виставляють на основі кількості чутливих ділянок. Критерії ACR, які використовують для класифікації пацієнтів, були вперше встановлені як критерії включення з метою дослідження і не були рекомендовані для встановлення клінічного діагнозу, але все-таки стали в пригоді для використання в клінічній практиці. Кількість чутливих точок може варіювати від часу до часу в залежності від різних умов. Було проведено дослідження, яке вважається досить спірним. Команда дослідників намагалася довести порушення життєдіяльності пацієнта на основі болючих точок і їхньої поширеності. Це дослідження поставило питання про актуальність і валідність болючих точок при встановленні діагнозу. Відтоді, як були опубліковані критерії ACR, дослідження з використанням механічних пристроїв, що завдають точно визначений тиск показало, що діагноз фіброміалгії не може бути поставлений тільки на основі даних з використанням цих пристроїв, повинна бути використана суб'єктивна оцінка лікаря стосовно завданого тиску.

### Попередні критерії 2010 року
У 2010 році Американська колегія ревматологів затвердила попередні переглянуті діагностичні критерії для фіброміалгії, які виключили велику ставку на чутливі точки, яка була затверджена у критеріях 1990 року. Переглянуті критерії використовують індекс поширеного болю (WPI) і шкалу важкості симптомів (SS) замість тестування чутливих точок. Індекс поширеного болю вираховується у 19 ділянках тіла, у яких людина має біль якнайменше останні два тижні. Шкала важкості симптомів оцінює виснаження пацієнта, непродуктивний сон, когнітивні симптоми і загальні соматичні симптоми. Кожен з показників оцінюється від 0 до 3, відповідно в сумі вони варіюють від 0 до 12.
Переглянутими критеріями для діагнозу є:
- WPI ≥ 7 і SS ≥ 5, або WPI 3-6 і SS ≥ 9
- Симптоми мають бути постійного характеру якнайменше 3 останні місяці
- Немає іншого розладу, який може обґрунтувати біль.

## Лікування
Разом з іншими до кінця необґрунтованими синдромами, не існує єдиного методу лікування фіброміалгії і лікування в основному є симптоматичним. Дослідження, які посприяли кращому розумінню патофізіології фіброміалгії привели до вдосконалень лікування, яке в свою чергу включає використання препаратів, психотерапії і вправ. Поєднані методи лікування, що включають препарати, збільшення обізнаності пацієнта стосовно розладу, вправи і когнітивно-поведінкова терапія показали ефективність у зменшенні болю і інших симптомів фіброміалгії.
Асоціація наукових медичних товариств у Німеччині, Європейська ліга по боротьбі з ревматизмом, Канадське товариство болю на даний момент опублікували директиви для діагностики і лікування фіброміалгічного синдрому.
- Психотерапія

Когнітивно-поведінкова терапія і інші види психотерапії показали слабкий, або помірний ефект у зменшенні симптомів фіброміалгії. Дані види терапії досягають успіху у комбінації з фізичними вправами.
Мета аналіз 1119 суб'єктів знайшов доказ того, що «мультикомпонентне лікування є ефективним у короткотривалому аспекті при боротьбі з симптомами фіброміалгічного синдрому».
Систематичний перегляд 14 досліджень у 2010 році говорить, що когнітивно-поведінкова терапія покращує перенесення хворим болю і зменшує кількість випадків відвідування лікаря після проведеного лікування, але не має суттєвого впливу на сам біль, виснаження, порушення якості сну і життя.
- Препарати

FDA схвалили використання прегабаліну і дулоксетину для лікування фіброміалгії. FDA також схвалили мілнаципран, але EMA відмовилися затвердити використання цього препарату.
- Антидепресанти

Антидепресанти пов'язані із зменшенням болю, депресії, виснаження, порушень сну і покращують якість життя у хворих з фіброміалгічним синдромом. Метою застосування антидепресантів повинно бути зменшення інтенсивності симптомів і повинні бути зважені ризики побічних ефектів проти позитивного терапевтичного ефекту. Невелика група людей відчуває значний ефект від інгібіторів зворотного захоплення серотоніну-норадреналіну (SNRI's), а саме дулоксетину, мілнаципрану, а також трициклічних антидепресантів (амітриптилін). У деяких випадках люди мають більше побічних ефектів, ніж терапевтичної вигоди від використання даних препаратів. Амітриптилін використовується як препарат першої лінії, хоча доказова база є досі слабкою.
- Протисудомні засоби

Прегабалін і габапентин можуть бути застосовані. Габапентин значно збільшує ефективність лікування, хоча дуже часто асоціюється з великою кількістю побічних ефектів. Кокранівський розгляд використання прегабаліну у лікуванні хронічного болю зробив висновок: «Мала кількість пацієнтів мають значний ефект від застосування прегабаліну, багато людей мають помірний ефект. Велика кількість не відчуває ефекту взагалі, або перестає приймати препарат через велику кількість побічних дій». Метааналіз 4 досліджень використання прегабаліну при фіброміалгії дав висновок, що люди, які мали ефект від прегабаліну мали в цей момент скорочення тривалості праці більше ніж на 1 день за тиждень.
- Опіати

Об'єднання наукових медичних товариств в Німеччині висловлює нейтральну позицію стосовно використання опіатів через невелику кількість клінічних досліджень, адресованих даному питанню. Європейська ліга по боротьбі з ревматизмом рекомендує трамадол, як слабкий опіоїд, але в жодному разі не сильні опіати. Канадське товариство болю говорить, що опіати, починаючи від слабких, таких як трамадол, мають використовуватися тільки у хворих, які не відповідають на інші препарати при контролюванні болю.
Комбінація трамадолу з парацетамолом продемонструвала ефективність, безпечність і високу толерантність без значного розвитку залежності. Ефективність даної комбінації еквівалентна комбінації парацетамолу і кодеїну, але спричинює меншу сонливість і закрепи.
Велике дослідження на хворих фіброміалгією серед населення США показало, що між 2005 і 2007 роками 37,4 % призначених препаратів були опіати короткої тривалості дії і 8,3 % були опіатами тривалої дії
- Масажно-міофасціальна реліз-терапія

Дослідження впливу масажно-міофасціальної реліз-терапії на зменшення болі, тривожності, депресії, підвищення якості сну та якості життя у пацієнтів із фіброміалгією. Було проведено рандомізоване контрольоване клінічне дослідження. 74 пацієнти з фіброміалгією були випадковим чином розподілені на експериментальну (масажно-міофасціальна реліз-терапія) та плацебо (фіктивне лікування з вимкненим пристроєм магнітотерапії) групи. Період втручання становив 20 тижнів. Одразу після лікування та через 1 місяць рівні тривожності, якість сну, біль та якість життя покращилися в експериментальній групі порівняно з групою плацебо. Методики масажно-міофасціального релізу зменшили біль та покращили якість життя у пацієнтів із фіброміалгією. Згідно даних Науково-медичної бібліотеки (NLM) Національних інститутів здоров'я США (NIH)
- Інші методи лікування

Перші дослідження про використання соматотропного гормону при фіброміалгії показали хороші результати. Літературний огляд 2007 року, що охопив 3 рандомізованих плацебо контрольованих дослідження, дав висновок, що потрібно 9 місяців призначення соматотропного гормону для зменшення симптомів фіброміалгії і нормалізації рівня IGF-1. У 2012 році було проведено найбільше і найдовше клінічне випробування застосування цього гормону при фіброміалгії. Воно показало, що призначення соматотропного гормону до стандартної схеми терапії є ефективним у зменшенні болю і у підтримці ефекту протягом часу.
Використання натрію оксибутирату було досліджено у хворих фіброміагією. Препарат показав здатність до зменшення болю, виснаження, покращення сну. Наступна 3 стадія клінічних досліджень підтвердила попередні результати. Натрію оксибутират показав здатність підвищувати натуральне утворення соматотропного гормону через індукцію повільнохвильових фаз сну, таким чином це дослідження ще раз підтверджує ефективність застосування гормону росту при фіброміалгії. До цього часу натрію оксибутират не затверджений FDA як засіб для лікування фіброміалгії через можливе зловживання даним препаратом.
Міорелаксанти, такі як циклобензаприн, тизанідин періодично використовуються не по призначенню для лікування фіброміалгії.
Агоністи дофамінових рецепторів (праміпексол, ропінірол) сприяють певному покращенню у деяких людей, але велика кількість побічних ефектів не дозволяє масово використовувати цей підхід для лікування фіброміалгії.
Для досягнення бажаного ефекту прийом амітриптиліну може затягнутися до 3 місяців і до 6 місяців для досягнення максимального ефекту при прийомі дулоксетину, мілнаципрану і прегабаліну. Деякі препарати мають потенціал спричиняти синдром відміни, тому відміна препаратів повинна проходити із поступовим зменшенням доз, особливо це стосується антидепресантів і прегабаліну.
Існують докази того, що фіброміалгія є нейроімуноендокринним розладом. Збільшення у лікворі субстанції P, інтерлейкіну 6, 8 і кортикотропін-релізин фактору були зареєстровані у людей хворих фіброміалгією. При біопсії шкіри вдається інколи знайти збільшену кількість тучних клітин. Кверцетин, який є фармакологічно активним натуральним біофлавоноїдом, має протизапальні властивості, а також інгібує тучні клітини, тому теоретично може бути ефективним при даному розладі.
Не рекомендовано використання нестероїдних протизапальних засобів як препаратів першої лінії.
- Фізичні вправи

Вправи покращують фізичну форму людини і сон, а також можуть зменшувати інтенсивність болю і виснаження у деяких людей з фіброміалгією. Існують суттєві докази того, що вправи, які впливають на серцево-судинну систему дають позитивний результат. Водні процедури і плавання показали хороший ефект, хоча через підвищену чутливість до температури у людей з фіброміалгічним синдромом дані процедури повинні проводитися у теплій воді.
У дітей і підлітків фіброміалгія часто лікується інтенсивними фізичними вправами і програмою для «підсилених скелетно-м'язових больових синдромів». Ця програма включає консультування, музикотерапію, терапію мистецтвом. Дана схема підтверджена досвідом і сприяє регресу болю і інших симптомів приблизно у 88 % випадків. Ефективність даних програм не була досліджена у дорослих хворих на фіброміалгію.

### Дослідження нових ліків
Субстанціями, які на разі досліджують задля впровадження у лікування, є каннабіноїди і агоніст 5-HT3 субтипу серотонінергічних рецепторів тропісетрон. Контрольоване дослідження ефективності гвайфенезину не продемонструвало ніяких переваг. Кверцетин, біофлавоноїд, який діє як протизапальний засіб і має здатність пригнічувати тучні клітини може бути ефективним у лікуванні фіброміалгії. Попереднє дослідження налтрексону у низьких дозах показало ефективність у зменшенні симптомів фіброміалгії у більш ніж 30 %. Налтрекстон, який є опіоїдним антагоністом, має здатність пригнічувати мікрогліальні клітини, таким чином зменшуючи утворення прозапальних цитокінів і нейротоксичних активних форм кисню.

## Прогноз
Фіброміалгія сама по собі не є фатальною, хоча біль є постійним. Більшість людей з фіброміалгією доповідають, що симптоматика з часом не покращується. Дослідження 332 випадків фіброміалгії говорить про зв'язок між тяжкістю фіброміалгії і працездатністю, якістю навчання.

## Економіка
Люди з фіброміалгією мають вищі витрати на охорону здоров'я. Було проведено багато досліджень, які порівнювали затрати на медичне обслуговування. Ці дослідження зробили висновок, що люди хворі на фіброміалгію приймають вдвічі більше знеболюючих засобів порівняно із здоровими людьми.

## Дискусії і суперечки
Будучи розладом, який сформований відносно недавно і не є повністю зрозумілим і дослідженим досі, фіброміалгія продовжує бути спірним діагнозом. Доктор Фредерік Вольф, ведучий автор публікації 1990 року, що вперше визначила діагностичні директиви для фіброміалгії, заявив у 2008 році, що він вірить у те, що фіброміалгія не є насправді хворобою, а є відповіддю організму на стрес і депресію. У 2013 році він сказав, що причини фіброміалгії самі по собі є спірними і існує багато факторів, що спричинюють дану симптоматику — деякі з них психологічні, деякі фізичні, але вони не існують в континуумі.
Деякі люди у медичному товаристві не вважають фіброміалгію хворобою, оскільки аномалії при об'єктивному обстеженні є недостатніми і немає чітких об'єктивних діагностичних тестів.
Мухаммед Юнус заявляв, що точка зору деяких лікарів стосовно психологічної природи фіброміалгії є «синдромом збентеженого лікаря»: «насправді це лікарі є психологічно стривожені, тому що вони ігнорують дані і незалежно від самих даних вони маніпулюють ними для того, щоб казати те, що їм заманеться».
Неврологи і спеціалісти у сфері болю розглядають фіброміалгію як патологію спричинену дисфункцією м'язів і сполучної тканини, а також аномаліями у центральній нервовій системі.
Ревматологи визначають синдром в контексті «центральної сенситизації», тобто, підвищеної збудливості мозку до нормальних стимулів при відсутності розладів у м'язах, суглобах і сполучній тканині. З іншої сторони, психіатри часто розглядають фіброміалгію як один з видів афективного розладу, тоді коли спеціалісти психосоматичної медицини надають перевагу терміну соматоформного розладу. Хоча інтенсивні дослідження фіброміалгії і докази підтверджують нейрогенну природу фіброміалгії, суперечки існують не тільки у медичному товаристві. Деякі пацієнти сприймають цей розлад як чисто соматичний.
Законність існування фіброміалгії як унікальної клінічної сутності є досі тільки твердженням, тому що немає чітких меж, які б розділяли такі синдроми як фіброміалгічний синдром, синдром хронічного виснаження, синдром подразненого кишечника, хронічний м'язовий і головний біль. Через наявність багатьох симптомів, які є спільними для багатьох схожих між собою синдромів багато дослідників просто користуються терміном функціонального соматичного синдрому.